# Brittiska Jungfruöarna i olympiska sommarspelen 1984
Brittiska Jungfruöarna deltog i de olympiska sommarspelen 1984 med en trupp bestående av nio deltagare, men ingen av landets deltagare erövrade någon medalj.

## Segling
| 470 Placering | Styrman            | Besättning   | Lopp I    | Lopp I | Lopp II   | Lopp II | Lopp III  | Lopp III | Lopp IV   | Lopp IV | Lopp V    | Lopp V | Lopp VI   | Lopp VI | Lopp VII  | Lopp VII | Totalt | Totalt -1 |
| 470 Placering | Styrman            | Besättning   | Placering | Poäng  | Placering | Poäng   | Placering | Poäng    | Placering | Poäng   | Placering | Poäng  | Placering | Poäng   | Placering | Poäng    | Totalt | Totalt -1 |
| ------------- | ------------------ | ------------ | --------- | ------ | --------- | ------- | --------- | -------- | --------- | ------- | --------- | ------ | --------- | ------- | --------- | -------- | ------ | --------- |
| 25            | Keith Barker (IVB) | Peter Barker | 22        | 28,0   | 25        | 31,0    | 24        | 30,0     | 22        | 28,0    | YMP       | 23,0   | 24        | 30,0    | DNF       | 35,0     | 205,0  | 170,0     |

| Soling Placering | Styrman                | Besättning                | Lopp I    | Lopp I | Lopp II   | Lopp II | Lopp III  | Lopp III | Lopp IV   | Lopp IV | Lopp V    | Lopp V | Lopp VI   | Lopp VI | Lopp VII  | Lopp VII | Totalt | Totalt -1 |
| Soling Placering | Styrman                | Besättning                | Placering | Poäng  | Placering | Poäng   | Placering | Poäng    | Placering | Poäng   | Placering | Poäng  | Placering | Poäng   | Placering | Poäng    | Totalt | Totalt -1 |
| ---------------- | ---------------------- | ------------------------- | --------- | ------ | --------- | ------- | --------- | -------- | --------- | ------- | --------- | ------ | --------- | ------- | --------- | -------- | ------ | --------- |
| 21               | Robin Tattersall (IVB) | Keith Thomas Elvet Meyers | 17        | 23,0   | 20        | 26,0    | 20        | 26,0     | 18        | 24,0    | 21        | 27,0   | 16        | 22,0    | 19        | 25,0     | 173,0  | 146,0     |